# Famille Vatar
Les Vatar étaient une des principales familles d'imprimeurs et libraires établis à Rennes aux XVIIe  et  XVIIIe siècles. Au XVIIIe siècle, le nombre d’imprimeurs à Rennes était limité à quatre.

## Généalogie
(avril 2014).
Si vous disposez d'ouvrages ou d'articles de référence ou si vous connaissez des sites web de qualité traitant du thème abordé ici, merci de compléter l'article en donnant les références utiles à sa vérifiabilité et en les liant à la section « Notes et références ».
```
o Luc Vatar
   o 
Jean Vatar
 1608-1678 
       o Mathiase Vatar 1636 
       o Marguerite Vatar 1638 
       o Guillaume Vatar 1639, imprimeur du roi en 1757
[
2
]

       o René Vatar 1640 
       o Alain Vatar 1645-1706
           o Jean-Baptiste Vatar 1677 
           o Mathurin Vatar 1678 
           o Esther Vatar 1679 
          . Etiennette Vatar 1683 
           o Jacques Vatar 1685 
           o Gilles-Julien Vatar 1687 
           o Julienne Vatar 1687 
       o Alain Vatar 1645-1706 
       o Jean Vatar 1649-1649 
       . François Vatar 1652-1700
           
           o Gilles Joseph Vatar 1682-1757
               o Julien Vatar 1713 
               o Bonne Vatar 1715-1776 
               o Jacques-Jean Vatar 1717-1798
               o Joseph Vatar 1718-1759
               o Jérôme Vatar 1719 
               o Jean-Marie Vatar 1720 
               o Nicolas Paul Vatar 1722-1788
               . Jean-François Vatar 1723 
               o Pélagie Vatar 1725-1817 
               o Jacques-Julien Vatar 1727-1779
               o Marie-Julienne Vatar 1729 
               o Maurice Vatar 1731
               . Esprit Vatar 1735
                 o Jeanne Vatar 1762-1788 
                   o Paul Joseph Marie Vatar 1769-1779 
                   o Françoise Jeanne Vatar 1772-1828
                   o 
Félix Joseph Marie Vatar
 1777-1842
                       o Auguste Vatar 1803-1828 
                       o Clémentine Vatar 1805-1896 
                       o Paul Marie Vatar 1817-1897 
                   o Joseph Marie Vatar 1780-1865 
                       o Félix Vatar 1805-1887
                       o Elisabeth Vatar 1807-1844
                       o Hippolyte Vatar 1808-1893
                       o Félicité Vatar 1811-1828 
                       o Marie Joseph Vatar 1815-1879
                      Henry Vatar (1924)
                         Pascale Vatar (1958)
                         Marie-Noëlle Vatar (1959)
                         Luc Vatar(1961) 
                           Matthieu Vatar (1996) 
                           Caroline Vatar (1998) 
                           Nicolas Henry Vatar (2003)
                         Philippe Vatar (1962)
                         Béatrice Vatar (1963)
                         Henri Vatar (1965)
                         Frédérique Vatar (1970)
                      Yves Vatar 1926
                         Bénédicte Vatar-Tallonneau 1959
                         
Eric Vatar
 1960
                         Emmanuel Vatar 1964
                      Francois-Xavier Vatar 1931-1995
                         Patrice Vatar 1956
                           Thomas Vatar 1980         Luisza Vatar 2014             Alexia Vatar 2019
                           Victoria Vatar 1981             Laura Vatar 2011         Elsa Vatar 2012           Sarah Vatar 2019
                           Julien Vatar 1987
                         Bertrand Vatar 1958
                           Marion Vatar 1988
                           Pierre Vatar 1995
                           Caroline Vatar 2000
                         Veronique Vatar 1959
                           Julia 1984
                           Gabrielle 1987
                           Alexandra 1990
                           Emmanuelle 1995
                          Elisabeth Vatar
                           Alexandre 1992
                             Heloise 2000
                    Alain Vatar 1932
                          Olivier Vatar 1959
                          Loïc Vatar 1961
                              Céline 1993
                          Sophie Vatar 1965
                              Marie 1995
                              Juliette 1998
```